# Mi barrio, tu mejor compañía
Mi barrio, tu mejor compañía fue un programa de televisión humorístico chileno, producido por Kike 21, emitido por Mega durante 2021 y conducido por el actor Fernando Godoy. 
Se caracterizó principalmente por combinar humor negro, con temas de actualidad nacional. Es el sucesor directo del programa de humor Morandé con compañía, del cual heredó gran parte de su elenco y producción.

## Historia
En enero de 2021, se confirmó que el programa Morandé con compañía, emitiera su último capítulo entre fines de marzo y comienzos de abril; y sería reemplazado definitivamente por un nuevo programa de humor más social y contingente, pero siguiendo la línea adulta de su programa antecesor. En febrero de ese año, se confirmó en la animación al actor Fernando Godoy. Su elenco, provenía en gran medida desde el mencionado programa, siendo acompañados por actores del área dramática del canal, como Solange Lackington, Carlos Díaz y Fernando Farías. 
El programa fue estrenado el 10 de abril de 2021 en horario estelar, con unos índices de audiencia muy aceptables en sus primeras semanas, sin embargo, con el paso de los meses, su sintonía bajó constantemente, siendo finalizado el día 18 de septiembre del año 2021 por sus malos resultados de audiencia.

### Controversias
Su primer capítulo causó cierta polémica, debido a que en un sketch, hicieron una parodia del grupo de K-pop de origen surcoreano BTS, la cual fue acusada de ser racista y xenófoba por burlarse de su idioma y relacionarlos directamente con el coronavirus.
Otro sketch que también causó mucha polémica, fue el que se denominó a sí mismo "Cocinando con odio", el cual fue emitido el 31 de julio de 2021, ya que este consistía en cocinar una comida asquerosa con ingredientes desagradables para aquellos miembros familiares que se han portado absolutamente mal con uno, ya que los ingredientes utilizados iban desde carne descompuesta, calcetines usados, hasta agua de inodoro, luego de lo cual el supuesto cocinero, termina vomitando en pantalla. Muchos usuarios se indignaron con este sketch, tildándolo de ser muy asqueroso, desagradable y repulsivo, e incluso, amenazaron con denunciar directamente al programa al CNTV, siendo esta su segunda vez.
Las críticas negativas afectaron de sobremanera al presentador del programa Fernando Godoy, tanto así que consideró en renunciar definitivamente a la conducción del programa, para dedicarse a grabar la telenovela nocturna Amar profundo de dicho canal de televisión.

## Elenco
Gran parte del elenco estuvo presente en Morandé con compañía:
| Humorista          | Personaje | Rol                        |
| ------------------ | --- | -------------------------- |
| Fernando Godoy     | Don Victor / Ministro Paris / Él mismo | Presentador / Protagonista |
| Paola Troncoso     | Paola "Paolita" Rojas / Subsecretaria Martorell / Monserrat                                                                                        | Protagonista               |
| Hans Malpartida    | Miguel Patricio "Miguelito" Rojas Rojas / Constituyente Emiliano Grandón / Arturo Vidal                                                            | Protagonista               |
| Paty Cofré         | Paty González de Rojas (Mamá de "Paolita") / Tía Pikachu                                                                                           | Secundario                 |
| María José Quiroz  | Oficial Mardones / Ana Dogermann / Doctora Daza / La Abuela / Myriam Hernández / La chica / Ignacio Embriones / Gary "Pitbull" Medel / Luz / Sonka | Protagonista               |
| Carlos Díaz        | Ángel Gabriel Rojas / Él mismo | Secundario                 |
| Gustavo Becerra    | Julio / Conductor de Contrastes Políticos / El Sandro / Padre Venancio / Manolo / Claudio Bravo                                                    | Protagonista               |
| Patricio Fuentes   | Oficial Fuentes / Dentista / Robinson / Mesero del restaurante "Patrice" / Bastián / Mateo Cuadrado                                                | Secundario                 |
| Andrés Sáez        | Enfermero / Fito / Castor Soto | Secundario                 |
| Solange Lackington | Jacklin / Alcaldesa Jenny Rosado / Conductora de Debate Constitucional / Doctora Matta Niño / "La Nancy" / Brenda Cornejo                          | Protagonista               |
| Kurt Carrera       | Ernesto / Rogelio Blanco / Terminator / Ben Brereton                                                                                               | Protagonista               |
| Scarlett Ahumada   | Teresa (La Tere) / Enfermera / Profesora | Secundario                 |
| Óscar Sepúlveda    | Hugo Salas Mero / Guatón Bermúdez / Subsecretario Dougnac / JC                                                                                     | Secundario                 |
| Jean Wild          | Chetumé / Pierre | Secundario                 |
| Catherine Mazoyer  | La Rosy / Maca / María Pinto | Secundario                 |
| Fernando Farías    | Almacenero (Pequeño papel) | Secundario                 |
| Felipe Parra       | Joaquín Lavín / Doctor Ugarte / Cristián Riquelme / Ministro Figueroa / El Huaso Isla / Lionel Messi / Maluma                                      | Secundario                 |
| Catalina Cazzú     | Francisca | Secundario                 |
| Valeria Correa     | "Lila Limón" - Angelina | Secundario                 |
| Vicente Soto       | Pololo de Francisca | Secundario                 |
| César Sepúlveda    | Gasfiter / Dueño del restaurante / Seba "Cuchara" Eyzaguirre / Productor argentino                                                                 | Secundario                 |
| Christián Zúñiga   | Vendedor cuico de delivery | Secundario                 |

## Secciones
- Paola y Miguelito: Sketch que continúa al originado en Morandé con compañía, solo que esta vez se presenta al padre de Miguelito, Ángel Gabriel Rojas, un ex amigo de "Paolita". Con Miguelito, Paola Troncoso, Carlos Díaz y Paty Cofré. Posteriormente se incorporan Solange Lackington y Catalina Cazzu.
- El Almacén: Sketch que incluye el almacén del barrio. Con Fernando Godoy y Jean Wild. En principio, en lugar de Fernando Godoy, estaba Solange Lackington, pero es reemplazada por Godoy, dada la poca acogida de su personaje.
- La junta de vecinos: Sketch que incluye a los vecinos de la junta. Con Fernando Godoy como Don Víctor, el presidente y Óscar Sepúlveda, como Hugo Salas Mero, el "chupamedias" del presidente; y con Scarlett Ahumada, María José Quiroz, Andrés Sáez, Catherine Mazoyer, Gustavo Becerra, César Sepúlveda, Solange Lackington y Kurt Carrera.
- El Cesfam: Sketch que narra las vivencias dentro de un Centro de Salud Familiar (CESFAM) del barrio. Con Felipe Parra y Andrés Sáez.
- El dentista: Sketch que narra las vivencias de Don Víctor junto al pésimo dentista, el cual siempre lo deja mal frente a otros. Con Fernando Godoy y Patricio Fuentes.
- La Feria: Sketch realizado en un solo capítulo.
- La Cafetería: Sketch realizado en varios capítulos.
- El Restaurante: Sketch que narra las ocurrencias de un restaurante de primera clase. Con César Sepúlveda y Patricio Fuentes.
- Convención Constitucional (o "Constituyentes de la Fama"): Parodia de la convención constitucional.
- Mi Barrio Noticias: Sketch que parodia a los noticieros.
- La entrevista sorpresa: Una sección donde Fernando Godoy entrevista a distintos entrevistados sorpresa. Con Fernando Godoy y Patricio Fuentes.
- Los 90: Recuerdos de los años 1990 de los padres de Miguelito cuando eran jóvenes y compañeros de colegio. Con Paola Troncoso, Carlos Díaz, María José Quiroz, Patricio Fuentes, Catherine Mazoyer, Óscar Sepúlveda, Scarlett Ahumada, Andrés Sáez, Kurt Carrera y Gustavo Becerra.

### Parodias
- Alarma Aeropuerto: Parodia del programa Alerta Aeropuerto. Con María José Quiroz y Pato Fuentes.
- Contrastes Políticos: Parodia de un Programa de debate político. Con Gustavo Becerra.
- No Soy: Parodia del programa de imitaciones Yo soy, de Chilevisión,  Con Felipe Parra, María José Quiroz, y Fernando Godoy, además de un invitado estelar.
- La Diversa Comida: Parodia del polémico programa de citas La Divina Comida, también de Chilevisión. Con Felipe Parra, María José Quiroz, Óscar Sepúlveda, Fernando Godoy y Gustavo Becerra.
- Debate constitucional: Programa de debate político de candidatos a convencionales constituyentes. Con Solange Lackington.
- Agradezco su pregunta: Parodia de diversos programas late shows, pero conducido por el ministro de Salud, Enrique Paris. Con Fernando Godoy.
- Bienvenidos a los Buenos Días con Mucho Gusto en la Mañana: Parodia de tres programas matinales de la televisión chilena. Con María José Quiroz, Óscar Sepúlveda, Paola Troncoso, Pato Fuentes, Andrés Sáez y Gustavo Becerra.
- Club de la Colmedia: Parodia de un popular programa español de stand up comedy, pero esta vez, con médicos, enfermeras y otros integrantes de la salud.
- Los Vacunadores: Parodia de la popular serie argentina Los simuladores, pero esta vez, es protagonizada por los doctores que se encargan de vacunar a las personas. Con Óscar Sepúlveda, María José Quiroz y Kurt Carrera.
- Terminator en pandemia: Parodia de Terminator, pero esta vez, es en medio de la pandemia de coronavirus. Con Kurt Carrera.
- Las Kar-Daza: Parodia del polémico reality show de celebridades, Keeping Up with the Kardashians, pero está protagonizado por la Subsecretaria de Salud, Paula Daza. Con María José Quiroz.
- Chistes que no se cuentan ahora en TV: Parodia de varios programas de stand up comedy, pero esta vez, es con interrupciones.
- No Soy VIP: También es una parodia de Yo soy, pero esta vez con personalidades de la política y del entretenimiento nacional. Con Fernando Godoy, Carlos Díaz, Paola Troncoso y César Sepúlveda, más un invitado.
- Se sortea novio: Parodia de la telenovela del canal Pobre novio. Con Gustavo Becerra.
- Ordix: Parodia de la popular plataforma de streaming, Netflix.
- Mi Barrio en TikTok: Parodias de distintos videos de la red social TikTok que son realizados por los actores del mismo elenco.

## Invitados
- / Américo
- Rodrigo Sepúlveda
- Joaquín Méndez
- José Miguel Viñuela
- María José Quintanilla
- Arturo Guerrero
- Rodrigo "Pelao" González
- Karla Constant
- Sandra Donoso
- Ingrid Cruz
- Bombo Fica
- Andrés Velasco
- Renata Bravo
- Nicolás Oyarzún
- Paola Volpato
- / Juan Falcón